# Здание городской думы (Хабаровск)
Здание городской думы — административное здание в Хабаровске, являющееся памятником архитектуры федерального значения. Расположено по адресу: улица Муравьёва-Амурского, 17.

## История
Идея постройки нового здания для городской думы появилась в 1902 году. В 1907 году было принято окончательное решение о строительстве. Конкурс был объявлен в конце 1906 года, и весной архитекторы представили свои проекты. К реализации был принят проект «Ижица в двух кругах» гражданского инженера П. В. Бартошевича. Городской дом был открыт 26 ноября 1909 года. 
Первый этаж заняли магазины, в подвале разместили склад, под помещения городской управы отвели второй и третий этажи. В советское время дом был известен как Дворец пионеров. Фасады отреставрировали в 1998 году, в 2013 году завершена реставрация интерьеров.